# دوامة مائية

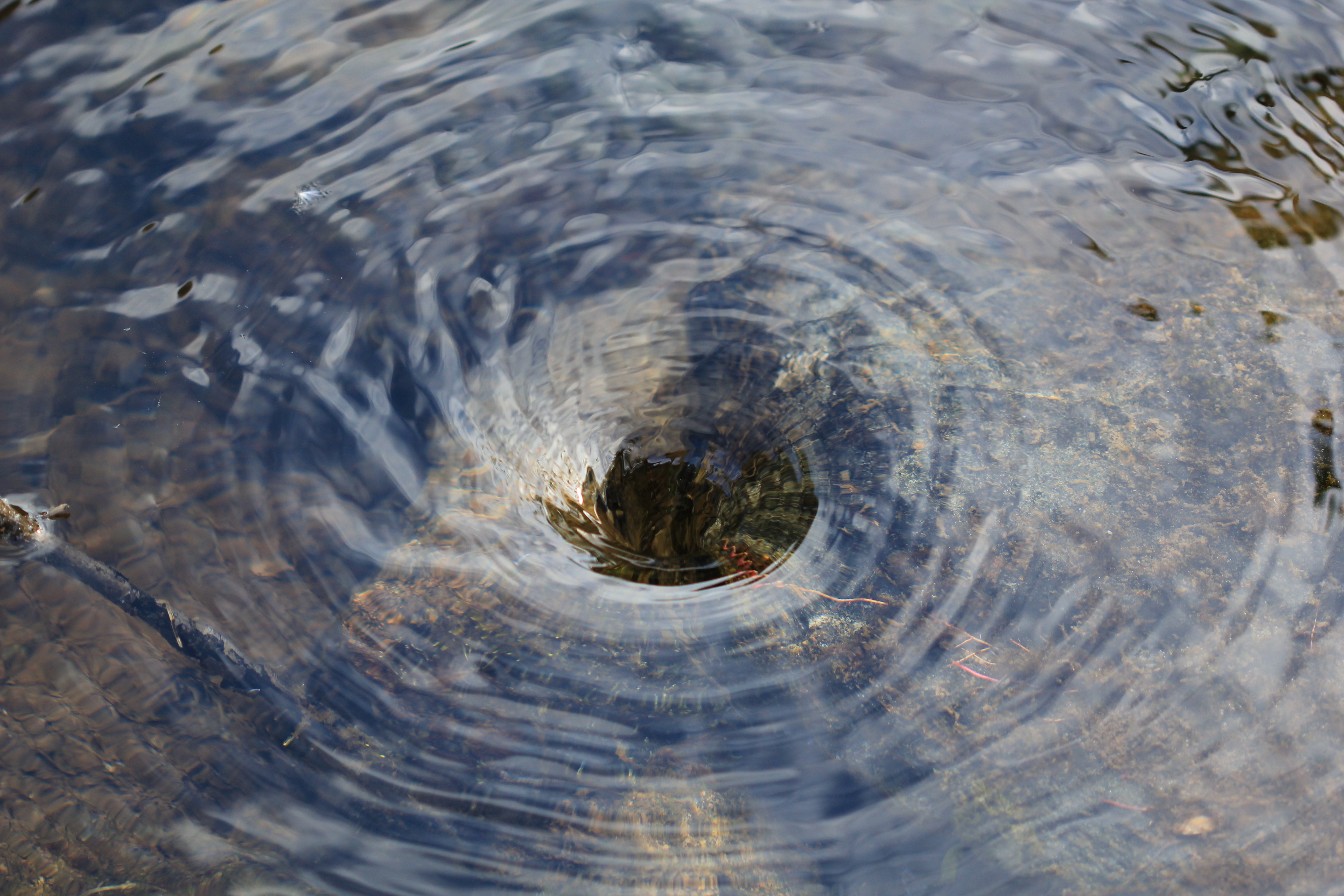
دردور في بركة صغيرة

دوامة مائية أو دُردُور هو الماء الذي يدور، ويخاف منه الغرق. وهي دُّوَّامة البحر يقال: لجَّجوا فوقعوا في الدردور. وفي الجيولوجيا (whirlpool): موضع في وسط البحر يَجيش ماؤه، قَلَّما تسلم منه سفينة وقعت فيه.